# نوتسا بوزالادزي
نوتسا بوزالادزي (الجورجية: ნუცა ბუზალაძე؛ من مواليد 28 يناير 1997) هي مغنية وكاتبة أغاني جورجية والمعروفة باسم نوتسا، مثلت جورجيا في مسابقة الأغنية الأوروبية 2024 بأغنية "رجل الإطفاء".

## نشأتها
ولدت نوتسا بوزالادزي في تبليسي، لكنها نشأت في تركيا. منذ الخامسة من عمرها غنت كجزء من مجموعة للأطفال، وأصبحت فيما بعد المغنية الرئيسية وعازفة القيتارة في فرقة أخرى. بدأت بتلقي دروس العزف على البيانو في الثامنة من عمرها. عاشت لفترة في لوس أنجلوس، حيث اكتسبت خبرة موسيقية، انتقلت للعيش في دبي التي أصبحت مقر إقامتها الدائم اعتبارًا من عام 2024.